# 苗苗
苗 苗（ミャオ・ミャオ、Miao Miao、1981年1月14日 - ）はオーストラリアの女子卓球選手。中国の天津市出身でオーストラリアに帰化した。
2000年のシドニーオリンピックや2004年のアテネオリンピック、2008年の北京オリンピックにオーストラリア代表として参加している。最も良い成績だったを残したのはシドニーオリンピックで、準決勝まで勝ち上った。アテネオリンピックでは2回戦でシードの福原愛と当たり、格上の福原に対して最終ゲームまでもつれ込む激戦の末に敗れた。この試合は日本でも放送され日本での知名度を一気に上げた。北京オリンピックでは団体戦で福原との再戦を果たしたが、ゲームカウント3-2で敗れた。シングルスでは3回戦まで進むもの韓国の唐汭序に敗れた。
2006年のメルボルンで開催されたコモンウェルスゲームズは団体で銀メダル、ダブルスでは同じくオーストラリアに帰化した洪劍芳とペアを組んで銅メダルを獲得した。